# Mostek Czarownic

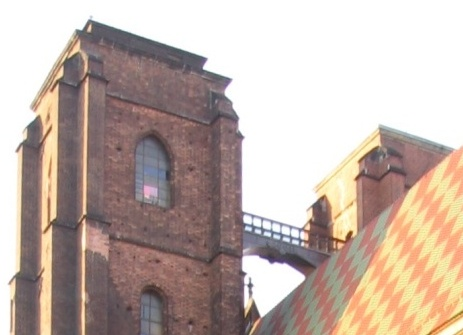
Mostek Czarownic między wieżami kościoła św. Marii Magdaleny

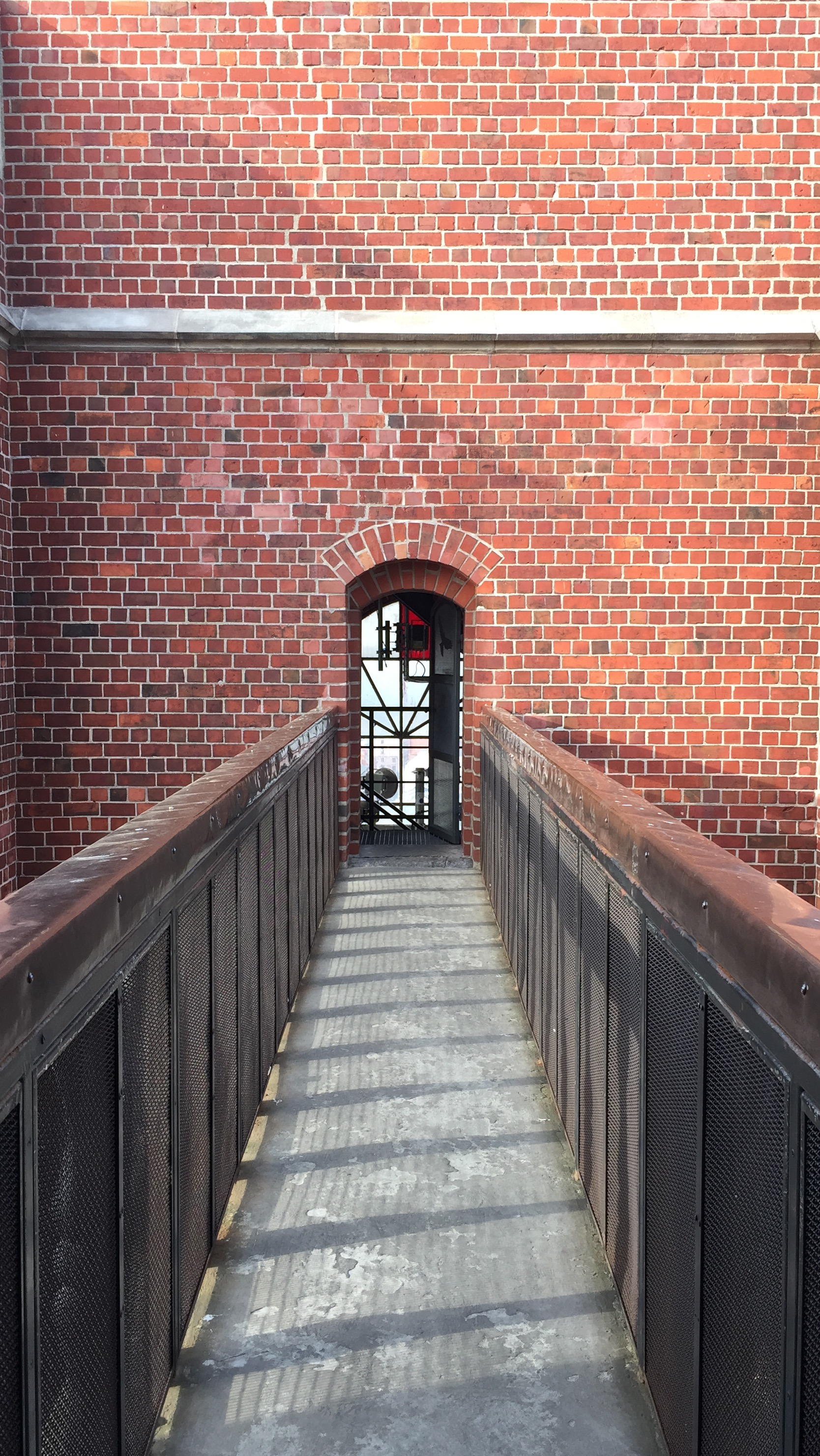

Mostek Czarownic (Mostek Pokutnic) – popularna nazwa łącznika w formie mostu łączącego na wysokości ostatniej kondygnacji obie wieże katedry św. Marii Magdaleny we Wrocławiu. Istnienie tego łącznika wzmiankowane jest po raz pierwszy w 1459, krótko po ukończeniu budowy obu wież.
Znajduje się na wysokości 45 m, od początku pełnił funkcję punktu widokowego, grywała na nim też orkiestra. Był kilkakrotnie odnawiany, m.in. w 1632 roku. Mostek spłonął wraz z wieżami w nocy z 22 na 23 marca 1887 roku, podczas pokazu fajerwerków z okazji urodzin cesarza Wilhelma I. Odbudowy dokonano w latach 1888–1892.
Krótko po zakończeniu oblężenia Wrocławia, pod koniec II wojny światowej, 17 maja 1945 wybuch (prawdopodobnie miny) rozerwał wieżę południową kościoła – jej północna połowa runęła, niszcząc również Mostek Czarownic. Odbudowano go dopiero ponad pół wieku później, na przełomie XX i XXI wieku.
Romantyczny mostek pobudzał zawsze wyobraźnię wrocławian. Mieszczanie żartowali, że Mostek Czarownic to najwyższy most w mieście, gdy tymczasem biegnąca w pobliżu, po zachodniej stronie kościoła, wyłożona brukiem (w dawnym niemieckim Brücke) ośmiusetmetrowa ul. Szewska nazywana Schuhbrücke jest mostem (również Brücke) najdłuższym.
Nazwa pochodzi od jednej z legend, według której pewną młodą wrocławiankę, Teklę, przeklął ojciec. Wskutek tego mroczne moce porwały ją i umieściły na mostku pomiędzy wieżami kościoła. Dopiero po jakimś czasie czarownica zdjęła z niej klątwę. Według innej legendy na mostku miały się pojawiać pokutujące dusze zmarłych w mieście podróżnych, a w innej, pedagogicznej wersji, dusze próżnych dziewcząt, które spędziły życie na zabawach i kokietowaniu adoratorów zamiast na wychowaniu dzieci i prowadzeniu domu. Zdesperowane matki lekkomyślnych córek przyprowadzały je w nocy pod wieże kościoła. Wrocławianie byli przekonani, że po ujrzeniu wijących się sylwetek pokutujących, dziewczętom łatwiej będzie się pogodzić z szarzyzną codziennego życia.